# Burgstall über dem Beurenhof
Der Burgstall über dem Beurenhof ist eine abgegangene Niederungsburg etwa 200 Meter südsüdwestlich des Beurenhofes und etwa 2000 Meter westnordwestlich von Billafingen, einem heutigen Ortsteil der Gemeinde Owingen im Bodenseekreis in Baden-Württemberg.
Vermutlich wurde die Burg im 13. Jahrhundert von den Rittern von Beuren erbaut. 1292 wird „Beurenhof“ erwähnt.
Die ehemalige Burganlage auf einem Burgareal von 7 × 10 Metern zeigt noch den rundlichen Burghügel mit einem verflachten Halsgraben zur Bergseite. Früher wurde die Burg irrtümlich als ehemalige Wehrkirche oder Friedhofsbefestigung angenommen.